# Telaranea complanata
Telaranea complanata là một loài rêu tản trong họ Lepidoziaceae. Loài này được (Herzog) J.J. Engel & G.L. Merr. miêu tả khoa học lần đầu tiên năm 1995.